# Francesco Veniero
Francesco Veniero lub Venier (ur. 1489 – zm. 2 czerwca 1556) – doża Wenecji od 11 czerwca 1554 do 2 czerwca 1556.

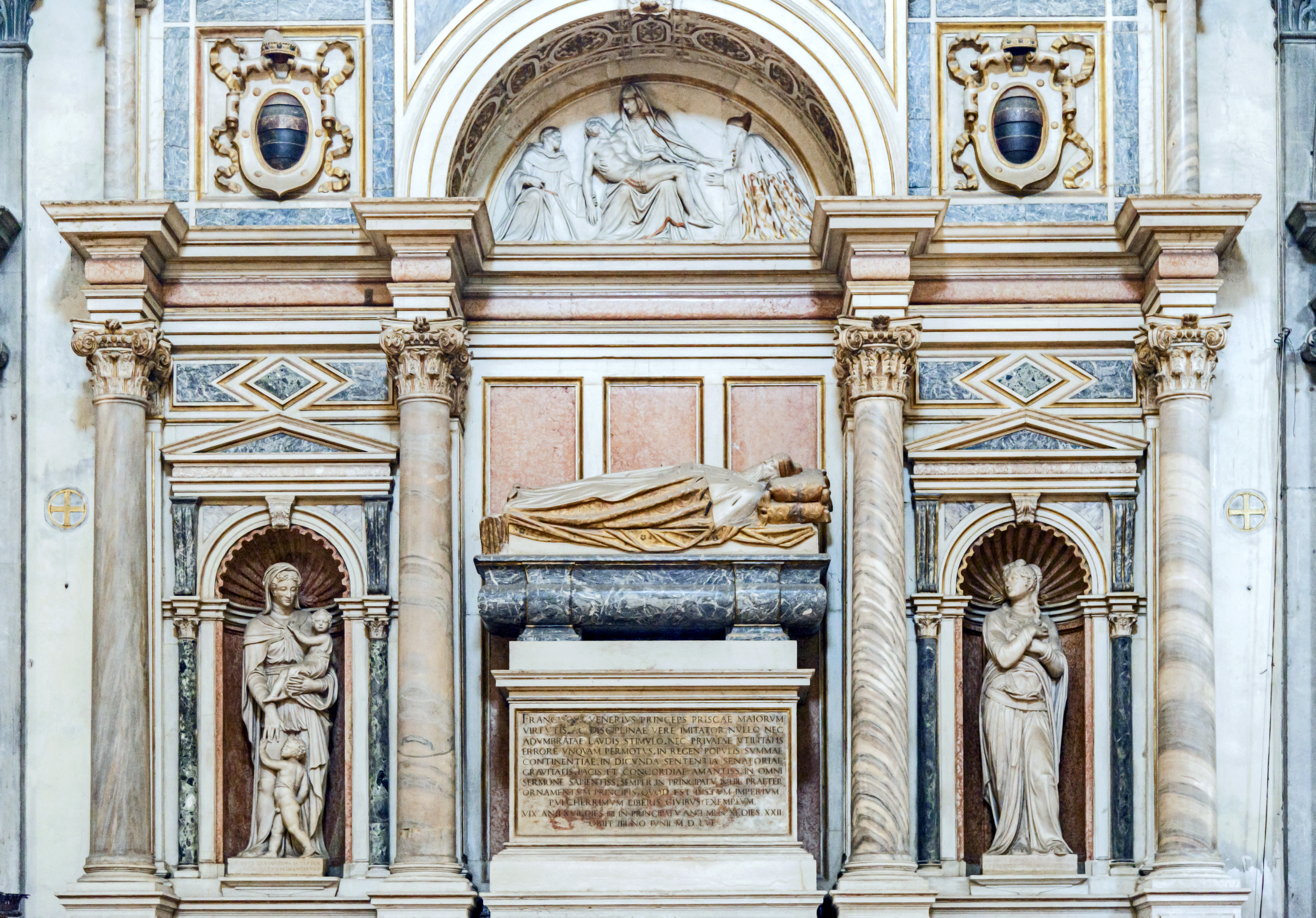
Grób "Francesco Venier"